# Estadio Cancún 86
El estadio Cancún 86 se encuentra ubicado en la prolongación Av. Tulum muy cerca del centro de la ciudad de Cancún. Fue construido en la administración municipal 1984 – 1987 con la intención de que el equipo Pionero trascendiera y alcanzara la Primera División.
La obra fue realizada por el ingeniero Rafael Lara y el arquitecto Rodolfo Páez, finalizando su construcción cuando se jugaba la Copa del Mundo México 86, de ahí su nombre.
El aforo está calculado para 6390 aficionados a su máxima capacidad, situación que se logró consolidar en reiteradas ocasiones debido a las buenas campañas de los equipos locales y donde la porra que tiene el equipo local se llaman la ultra chida.
El primer juego en el estadio Cancún 86 fue oficial de la “Segunda A” de ascenso a la Primera División Nacional entre Pioneros de Cancún y los Coras del Deportivo Tepic con marcador favorable a los de casa 3-0.
Posteriormente se juega un partido de inauguración ante los Pumas de la Universidad de México con marcador final 2-2.
El estadio ha recibido la visita de la selección mayor Mexicana, con Hugo Sánchez como la gran figura, otras selecciones; Bolivia, la olímpica de Italia, juveniles de Alemania, Brasil, Canadá, Japón, Costa Rica, Honduras, México, Venezuela, Uruguay, Alemania, equipos como el Spartak de Bielorrusia, Groningen de Holanda, Grasshopper de Suiza, Pumas, América, Atlas, Toluca, Monterrey, Jaguares y Necaxa.
- Datos: Q5400116

.